# Karpathenkorps

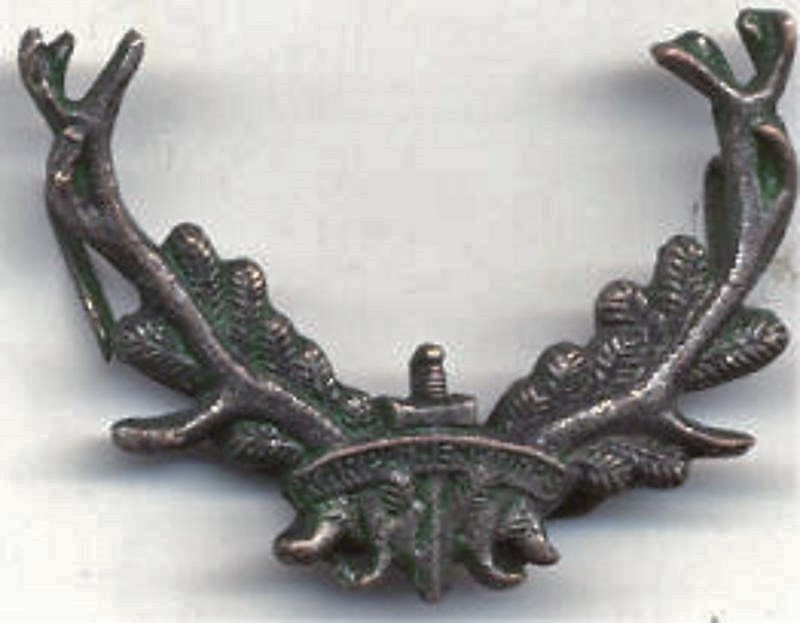
Karpaten-Abzeichen

Das Karpathenkorps (so offiziell geschrieben) war ein Großverband des deutschen Heeres während des Ersten Weltkrieges, der von 1916 bis 1918 bestand.

## Zusammenstellung

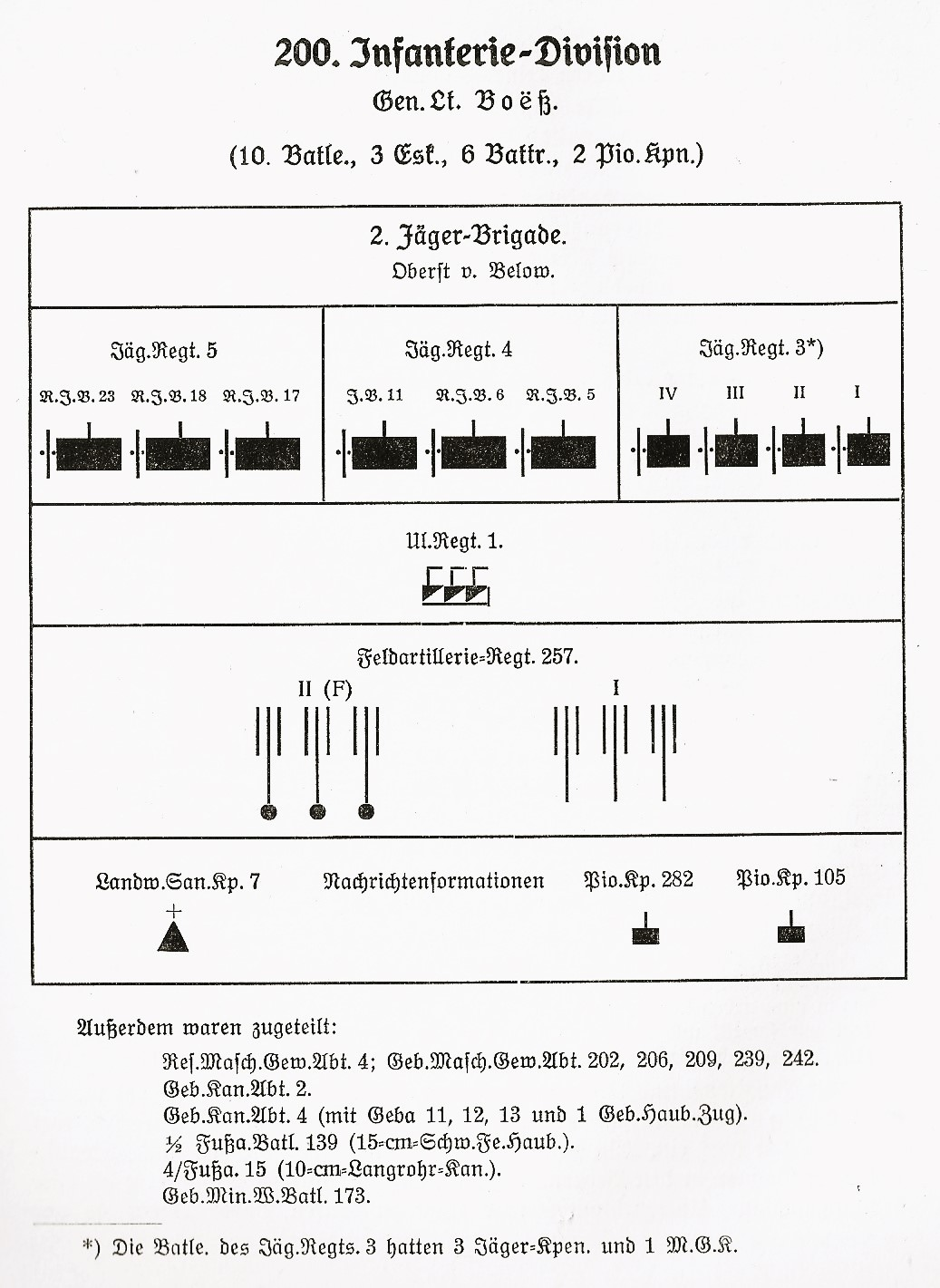
200. Infanterie-Division
7. August 1916

Das Korps unterstand bei seiner Aufstellung der k. u. k. 7. Armee, die zu jener Zeit von Erzherzog Karl, dem späteren österreichischen Kaiser, geführt wurde.
Es umfasste die 1. Division (Königsberg) mit dem Grenadier-Regiment „Kronprinz“ (1. Ostpreußisches) Nr. 1, Grenadier-Regiment „König Friedrich Wilhelm I.“ (2. Ostpreußisches) Nr. 3 und das Infanterie-Regiment „Herzog Karl von Mecklenburg-Strelitz“ (6. Ostpreußisches) Nr. 43.
Hinzu kam die neugebildete 200. Infanterie-Division. Sie bestand aus dem Jäger-Regiment 3, das zuvor dem Alpenkorps angehört hatte, sowie den neu aufgestellten Jäger-Regimentern 4 und 5.
Die Hauptquartiere des Stabes der Karpaten-Korps befanden sich in Ruszpolyana. Der Vorläufer war das Korps Bothmer. Ihm hatte die 1. Division angehört, die 1915 an der Karpatenschlacht teilnahm und dort der k. u. k. 7 Armee unter Karl von Pflanzer-Baltin unterstellt war.

## Geschichte
Um die österreichisch-ungarischen Streitkräfte an der Ostfront zu unterstützen, wurden im August 1916 das IV. Reserve-Korps in die ungarischen Karpaten verlegt. Es trug von nun an die Bezeichnung „Karpathenkorps“ und wurde von August 1916 bis Ende 1917 im Norden der rumänischen Front eingesetzt, wo schließlich vollständige Rückeroberung der Bukowina gelang. Als Kommandierender General fungierte General der Infanterie Richard von Conta.
Als Anerkennung für den Schutz Ungarns durch das Korps verlieh Kaiser Franz Joseph I. den Angehörigen des Karpathenkorps das Karpatenkorps-Abzeichen. Das Abzeichen, ein Hirschgeweih mit Tannenbruch und Schwert, ist nach dem Entwurf eines Angehörigen des im Jäger-Regiment 5 kämpfenden Reserve-Jäger-Bataillon Nr. 23 aus Goslar gefertigt worden. Es wurde an der Mütze zwischen den beiden Kokarden getragen.
Angehörige des der 200. Infanterie-Division unterstellten Jäger-Regiments 5, denen bereits das Eiserne Kreuz II. Klasse verliehen worden war, wurden von dem Regiment für Leistungen, die das Eiserne Kreuz I. Klasse zur Folge gehabt hätten, von diesem mit einem Ehrenhirschfänger ausgezeichnet. Auf diesem stand eingraviert:
„Für hervorragende Tapferkeit vor dem Feinde - Jäger-Rgt. 5“

## Gefechtskalender
Die Division wurde nach ihrer Aufstellung zunächst an der Ostfront eingesetzt, Mitte September 1917 an die Italienfront verlegt und kämpfte dann von Februar 1918 bis Kriegsende an der Westfront.

### 1916
- 1. bis 26. August – Kämpfe um die Baba-Ludowa und bei Jablonitza
  - 2. August – Erstürmung der Hala-Mihailewa und Hala-Lukawiec
  - 3. August – Erstürmung des Watonarka und Ludowa
  - 4. bis 6. August – Verfolgung auf Jablonitza
  - 6. August – am Plaik
- 7. August bis 2. September – Kämpfe bei Jablonitza und im Skupowogebiet
  - 11. August – Skupowa
  - 11. bis 31. August – Kämpfe auf dem Tatarenpaß und im Ludowa-Gebiet
- 17. August bis 5. September – Kämpfe bei Pnewie
  - 19. bis 20. August – Erstürmung von Kréta und Stepanski
  - 21. August bis 2. September – Kämpfe um Munczel und Gora-Piaskowa
  - 27. August bis 8. September – Kämpfe bei Listowaty
- 1. bis 29. September – Septemberschlacht in den Karpaten[1]
  - 3. bis 29. September – Schlacht im Ludowagebiet
- ab 1. Oktober – Stellungskämpfe in den Waldkarpaten

### 1917
- bis 24. Juli – Stellungskämpfe in den Waldkarpaten
- 25. Juli bis 10. August – Befreiung der Bukowina
- 11. August bis 16. September – Stellungskämpfe an der Ostgrenze der Bukowina